# El Malah
El Malah (anciennement Rio Salado) est une ville du nord ouest de l'Algérie (11 km d'Ain Temouchent, 58 km d'Oran, 60 km de Sidi Bel Abbès et 80 km de Tlemcen).

## Géographie
La moitié de la population a moins de 25 ans. Le taux de chômage y est très important et la plupart des gens travaillent dans les villes limitrophes (Aïn Témouchent, Oran, etc.)
Région autrefois viticole, elle garde toujours son aspect agricole (climat méditerranéen doux, pluviométrie supérieure à 450 mm par an, sol d'origine volcanique) et touristique (montagnes « Dhar El Menjel », « Aïcha touila », vallée de Oued El-Malah)
Sur les massifs, on retrouve des carrières de graviers et du marbre. Leur exploitation met en danger l'équilibre géographique et écologique de cette région.
La ville est traversée par le rio Salado.

### Situation
| Terga            | Ouled Boudjemaa; Hassi El Ghella | Hassi El Ghella   |
| Terga            | El Malah (achraf)                | Hammam Bou Hadjar |
| Chaabat El Leham | Chaabat El Leham                 | Chaabat El Leham  |

## Toponymie
Le nom vient de sa rivière salée « Oued El-Malah » qui prend source dans les montagnes de Tessala et se jette en Méditerranée sur la plage de Terga (ou plage de Oued El-Malah).

## Histoire
La région a d'abord été nommée « Flumen Salsum » par les Romains, puis « Ghazouiya » depuis la bataille de Tlemcen qui opposa les Turcs et les Maures aux Espagnols en 1518 où mourut Bab Aroudj, dit Arudj Barberousse. Pendant toute la période coloniale on l'a appelée « Rio salado », nom donné par les colons espagnols qui se sont établis dès 1857 et depuis 1962, El-Malah.
La présence humaine remonte très loin comme le prouve la découverte de « l'homme de Rio salado » qui vivait dans cette région il y a 50 000 ans dans les grottes du mont Sidi Kacem.